# Кайряйское староство
Кайряйское староство (лит. Kairių seniūnija) — одно из 11 староств Шяуляйского района, Шяуляйского уезда Литвы. Административный центр — местечко Кайряй.

## География
Расположено на севере Литвы, в восточной части Шяуляйского района, на Восточно-Жемайтском плато Жемайтской возвышенности.
Граничит с Шяуляйским городским самоуправлением и Шяуляйским сельским староством на западе и юго-западе, Гинкунайским староством — на северо-западе и западе, Мяшкуйчяйским — на севере, Тируляйским и Радвилишкским староствами Радвилишкского района — на юге, а также Лигумайским староством Пакруойского района — на востоке.
Крупнейшим озером староства является озеро Гуделю, второе по величине — озеро Кайрю.

## Население
Кайряйское староство включает в себя местечко Кайряй, хутор Шекшчяй и 24 деревни: Бацёняй, Бяртужяй, Вегеляй, Висмантеляй, Димайчяй, Двикапяй, Гудяляй, Запалскяй, Жаджиунай, Жалгирис, Жвигай, Илгойи-Лова, Калнишкяй, Кирбайчяй, Лиуткунай, Микайлайчяй, Мумайчяй, Норушайчяй, Прочиунай, Тиляй, Шиленай, Шиубайчяй, и Эймучяй.